# Attikunte, Srinivaspur
Attikunte là một làng thuộc tehsil Srinivaspur, huyện Kolar, bang Karnataka, Ấn Độ.